# Mohamed Liban
Mohamed Liban Issa (ur. 30 października 1985 w Dżibuti) – dżibutyjski piłkarz występujący na pozycji pomocnika.
Wraz z zespołem CF Garde Républicaine zdobył dwa mistrzostwa Dżibuti (2020, 2023) oraz dwa Puchary Dżibuti (2009, 2015). Poza Dżibuti występował przez trzy sezony w drużynie drugiej ligi południowoafrykańskiej – Dynamos FC.
W reprezentacji Dżibuti zadebiutował 31 maja 2008 w przegranym 1:8 meczu el. do MŚ 2010 z Malawi, a 12 czerwca 2015 w przegranym 1:8 pojedynku kw. do PNA 2017 z Tunezją strzelił swojego pierwszego gola w kadrze. W latach 2008–2015 w drużynie narodowej rozegrał 17 spotkań i zdobył dwie bramki.